# Pandansari (Sruweng)
Pandansari is een bestuurslaag in het regentschap Kebumen van de provincie Midden-Java, Indonesië. Pandansari telt 5529 inwoners (volkstelling 2010).